# Arrigo Paladini
Arrigo Paladini (Roma, 10 aprile 1921 – Roma, 24 luglio 1991) è stato un partigiano italiano.

## Biografia
Nasce a Roma nel 1921 da Eugenio Paladini e da Elsa Czech. Frequenta il Liceo classico romano Umberto I, dove è allievo del professore antifascista Pilo Albertelli (a cui sarà in seguito dedicata la stessa scuola).

### La guerra e la resistenza

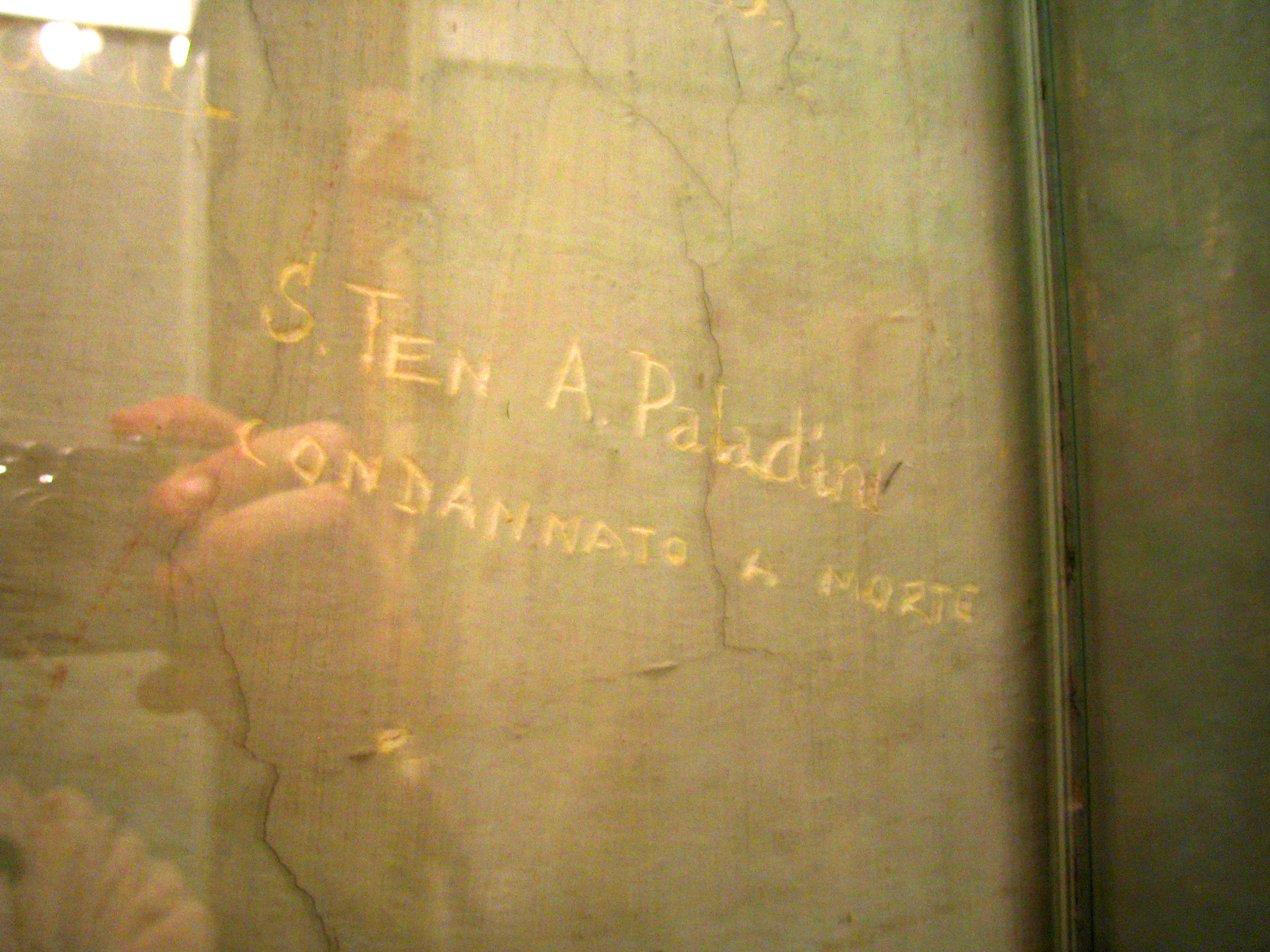
Graffito "Sottotenente Arrigo Paladini condannato a morte" all'interno della cella del carcere di Via Tasso

Sottotenente d'artiglieria, l'8 settembre 1943, in seguito all'armistizio di Cassibile, si unisce ad un gruppo partigiano in Abruzzo (con il nome in codice Eugenio).
In seguito, rientrato clandestinamente a Roma, inizia a collaborare con gli Alleati, divenendo ufficiale di collegamento del Servizio informazioni militare presso l'OSS. Nel corso di un'importante missione riesce, insieme a tre agenti e due operatori radio, a portare nella Capitale importanti apparecchiature radiofoniche che sarebbero state importantissime per i collegamenti con il comando alleato.
Il 4 maggio 1944 viene arrestato dalla Gestapo e prima condotto all'ambasciata tedesca, dove si trovava Herbert Kappler; qui viene interrogato e duramente picchiato, il giorno successivo viene trasferito nella cella numero 2 del famigerato carcere di via Tasso (un edificio trasformato, sotto il comando di Kappler, in una prigione dove interrogare partigiani ed antifascisti). Qui sarà torturato e detenuto sino al 4 giugno 1944, quando, a causa della rottura del camion che doveva trasferirlo con altri prigionieri di via Tasso a Verona, viene di nuovo rinchiuso in cella. È poi liberato lo stesso giorno a seguito  dell'ingresso degli Alleati nella città di Roma.

### Attività dopo la guerra
Laureato in Lettere, nel 1950 diviene docente di Filosofia e Storia (ed in seguito di Italiano e Latino) al Convitto nazionale Vittorio Emanuele II di Roma, presso il Liceo Scientifico, dove insegna fino al 1986, anno del suo pensionamento.
Nel 1985 diviene direttore del Museo storico della Liberazione, sorto proprio all'interno dello stabile di via Tasso che era stato utilizzato come base della Gestapo e dove Paladini era stato rinchiuso e torturato.

### Vita privata
Ha sposato Elvira Sabbatini (1921-2009), che aveva contribuito con lui alla lotta partigiana; dopo la morte del marito, fu direttrice del Museo storico della Liberazione fino alla sua scomparsa. I due hanno avuto tre figli: Eugenio, Maria Cristina e Fabrizio.